# Bruce G. Marcot
Bruce G. Marcot és un ecologista estatunidenc que treballa pel Servei Forestal dels Estats Units. Obtingué un grau (1977) i un màster (1978) en Recursos Naturals per la Universitat Estatal Humboldt i el 1984 es doctorà en Ciències de la Vida Silvestre per la Universitat Estatal d'Oregon. La seva activitat investigadora se centra en l'avaluació i la modelització de l'impacte del canvi climàtic i altres factors d'estrès sobre espècies i ecosistemes amenaçats dels medis àrtics i subàrtics. El 2017 fou guardonat amb el Premi al Lideratge en l'Adaptació al Canvi Climàtic per a Recursos Naturals.